# Science Center futurea

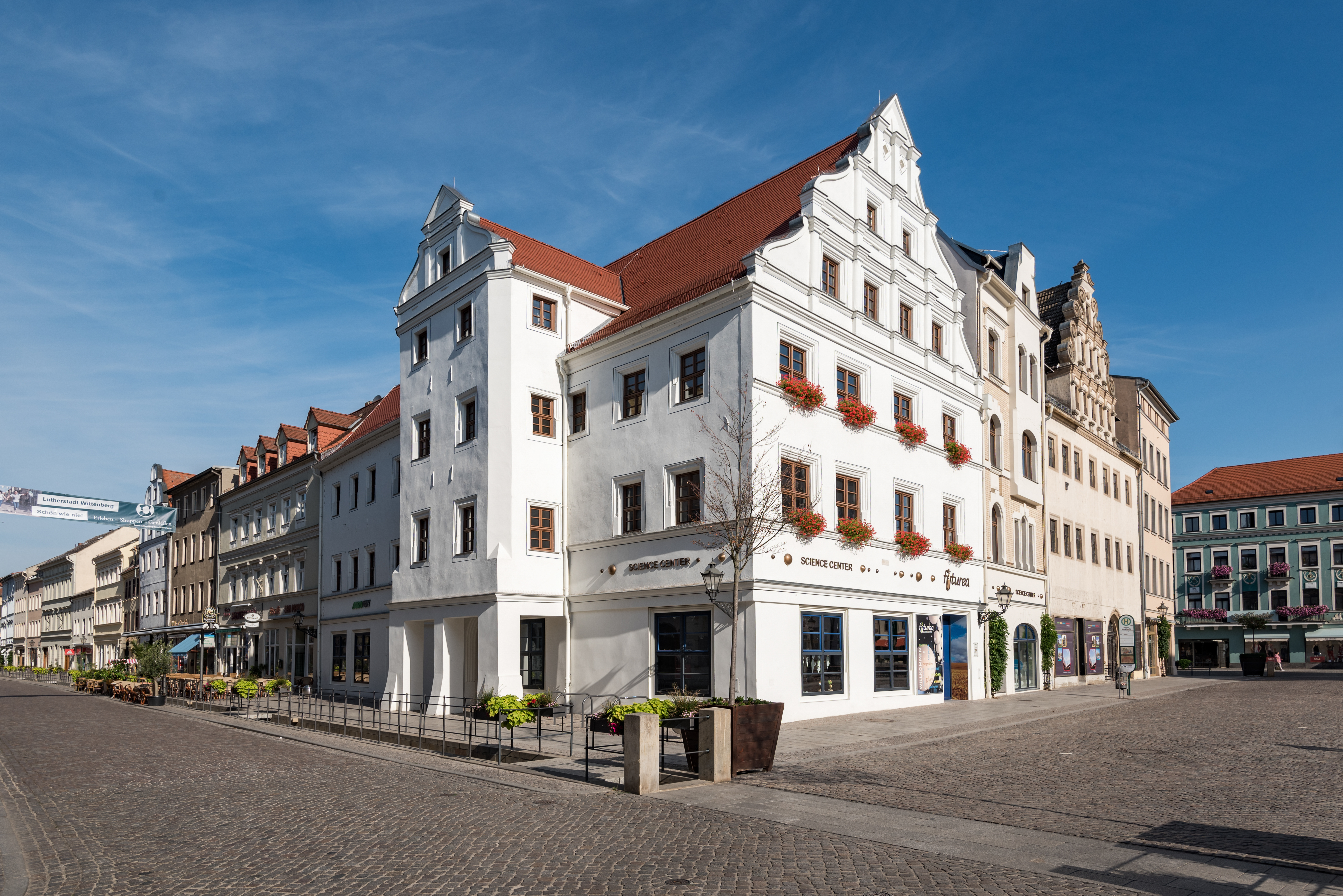
Das Science Center „futurea“ am Markt in Lutherstadt Wittenberg

Das Science Center „futurea“ ist ein Technik- und Wissenschaftsmuseum in Lutherstadt Wittenberg. Ein Schwerpunkt der interaktiven Ausstellung liegt auf der natürlichen und gesellschaftlichen Bedeutung des Stickstoffs.

## Konzept
Die Stickstoffwerke Piesteritz eröffneten 2016 am Marktplatz das betriebseigene Science Center. Grundidee des futurea ist es, die  Bedeutung von Stickstoff für das Leben auf der Erde der Öffentlichkeit nahe zu bringen. Dies geschieht mittels interaktiver Ausstellungsobjekte, die trias filmisch realisierte.
Das Museumsgebäude am Markt 25 schließt zwei historische Baudenkmale des frühen 16. Jahrhunderts mit ein. Die Gebäude werden dem Stil der Renaissance zugeordnet. Nach einer vollständigen Sanierung und Entkernung der bis dahin weitgehend verfallenen Altbauten wird die Geschichte der Bewohner zur Zeit der Erbauung des Hauses (zur Zeit von Martin Luther) innerhalb der Ausstellung der ersten Etage vorgestellt und didaktisch mit den naturwissenschaftlichen Kernthemen des Museums verknüpft. Zwei weitere Etagen vertiefen die Bedeutung und Anwendung von Stickstoff in Technik und Wirtschaft und werfen Fragen nach den gesellschaftlichen und natürlichen Auswirkungen der Stickstoffgewinnung und Anwendung auf. An der westlichen Ecke des Marktplatzes zentral in der Altstadt gelegen ist das Museum exakt am Schnittpunkt der beiden musealen Hauptachsen der Stadt (Schlossstrasse und Juristenstrasse) positioniert. Es verkörpert in seiner naturwissenschaftlichen Ausrichtung als Fenster der Industriekultur neben der Reformationsgeschichte einen zweiten kulturellen und historischen Pfeiler Wittenbergs.